# 富山県中央自動車学校
富山県中央自動車学校（とやまけんちゅうおうじどうしゃがっこう）は、株式会社富山自動車技術研究所が運営する富山県富山市婦中町田島1122にある指定自動車教習所である。1963年11月から敷地約33,000m2を買収して建設し、1964年2月1日に地鎮祭を実施して着工、同年4月に開校。現校舎は1995年頃に完成。
1997年6月下旬には、自転車専用コースが設置された。
喫茶店や託児所、インターネットコーナーも備えられている。自転車の貸し出しサービスも行っており、教習の合間に付近の商業施設（フューチャーシティ・ファボーレなど）を利用することも可能である。

## 教習車種
- 大型自動車（一種・二種）
- 中型自動車（一種）
- 普通自動車（一種・二種）
- 自動二輪車（大型・普通）
- 大型特殊自動車

## 教習で使用する車（普通自動車教習用）
- マツダ・ファミリア(MT)
- マツダ・カペラ(MT・AT)
- トヨタ・コンフォート(MT・AT)

以下の教習車は、県内の自動車学校で唯一導入されている。
- ホンダ・CR-V(AT) - 山道での教習の際に使用
- マツダ・アクセラ(AT) - 普通免許の高速道路教習の際に使用
- トヨタ・エスティマハイブリッド(AT) - 高速教習の際に使用
- なお、高速教習では、MT入学者もAT車で行う。

## 路上教習のエリア
富山市内のうち、婦中地区および市街地が、路上教習のエリアとなる。
- 高速教習では3人1組で富山インターチェンジから砺波インターチェンジまでを交代して往復する。